# Conrad Dumann
Conrad Dumann (* 11. Oktober 1896 in Leipzig; † 8. Februar 1985 ebenda) war ein deutscher Gebrauchsgrafiker und Illustrator.

## Leben und Werk
Dumann war der Sohn eines Schneidermeisters. Nach dem Abschluss der Volksschule besuchte er von 1911/1912 die Kunstgewerbeschule der Stadt Leipzig. Von 1912 bis 1915 absolvierte er eine Lehre in einer Fabrik für Fahnentücher. Von 1912 bis 1917 war er bei Bruno Heroux externer Schüler der Leipziger Akademie für Graphische Künste und Buchgewerbe. Durch die Vermittlung der Akademie war er von 1915 bis 1917 Assistent bei Friedrich Rinne am Mineralogischen Institut der Universität Leipzig. Dabei fertigte er vor allem wissenschaftliche Zeichnungen und Illustrationen, auch für Wissenschaftler anderer Institute, so für Franz Kossmat und Kurt Pietsch. 1917 wurde er zum Kriegsdienst im Ersten Weltkrieg eingezogen, aber wenig später als „kriegsversehrt“ zurückgestellt.
Ab 1918 arbeitete Dumann in Leipzig freiberuflich vor allem als wissenschaftlicher Zeichner, Buchillustrator und - Gestalter für Lexika, Schul- und Fachbücher, Kunstbücher und Zeitschriften. Ab 1920 hatte er ein eigenes Atelier in der Hainstraße. Seine wichtigsten Auftraggeber waren die Leipziger Verlage F. A. Brockhaus, Bibliographisches Institut, Philipp Reclam jun., Verlag von Julius Springer, Universalverlag, E. A. Seemann und Bohn & Berger und Ferdinand Hirt & Sohn in Breslau, R. Oldenburg in München, und E. Schweizerbart’sche Verlagsbuchhandlung Nägele Dr. Sprosser in Stuttgart. Daneben arbeitete er für weitere private Auftraggeber und machte er Werbe-Arbeiten und Ausstellungsgestaltungen und malte er Porträts, Stillleben und Landschaftsbilder.
1922 heiratete Dumann, 1923, 1925 und 1938 wurde er Vater.
Nach der Machtergreifung hatte Dumann wegen seiner antifaschistischen Haltung mehrmals Konflikte mit Nazi-Institutionen. Er erhielt kaum noch Aufträge. 1938 wurde er wegen Vorbereitung zum Hochverrat angeklagt, jedoch mangels Beweisen freigesprochen.
Ab 1943 nahm er als Soldat der Wehrmacht am Zweiten Weltkrieg teil. Am 4. Dezember 1934 wurde sein Atelier mit dem größten Teil seiner Arbeiten durch Bomben zerstört.
1946 kam Dumann aus der Kriegsgefangenschaft nach Leipzig zurück. Er trat dem Deutschen Kulturbund bei und wurde vom Kulturamt als freischaffender Künstler anerkannt. 1948/1949 konnte er sein inzwischen wiederhergestelltes Atelier beziehen. Er arbeitete insbesondere wieder für die ostdeutschen Verlage Brockhaus, Bibliographisches Institut, Reclam, Seemann, Edition Leipzig, Inselverlag, Fachbuchverlag, Urania-Verlag und Kultur und Fortschritt, aber auch für R. Oldenburg.
Daneben betätigte er sich als freier Maler und Zeichner und entwarf er u. a. Plakate. Die von ihm illustrierten Bücher Die Architektur des Manierismus in England von Ernst Wüsten (Seemann, 1951) und Lexikon der Kunst Band 2 (Seemann, 1951) wurden im Wettbewerb Schönste Bücher der DDR ausgezeichnet.
1975 setzte bei Dumann ein Augenleiden ein, das ihm ab 1980 die künstlerischen Arbeit unmöglich machte.
Dumann war ab 1951 Mitglied des Verbands Bildender Künstler der DDR. Sein Nachlass befindet sich in der Sächsischen Landesbibliothek in Dresden.

## Teilnahme an Ausstellungen
- 1977/1978: Leipzig, Bezirkskunstausstellung
- 1977/1978: Dresden, VIII. Kunstausstellung der DDR